# ヒノキ新薬
ヒノキ新薬株式会社（ひのきしんやく）は、東京都千代田区に本拠地を置く日本の株式会社。
ヒノキチオール（1936年に野副鐵男博士が発見）を配合したスキンケア製品を中心に扱っており、同社では化粧品と呼ばず「肌粧品（きしょうひん）」と名付けている。

## 概要・歴史
ヒノキチオールの工業的な抽出が始まった1955年、抽出用ボイラーを製作したのが阿部武夫で、翌1956年（昭和31年）3月に阿部によってヒノキ新薬が設立されることになったという。
1976年、息子である阿部武彦が代表取締役社長に就任。2013年現在も同職を務めている。
2001年に広報誌「あすなろ」（1960年創刊）を休刊し、発展的に企業文化誌「エプタ」（EPTA）を創刊（年5回発行）。
講談社「VoCE」2010年9月号に掲載された見開き広告「いい女になっている編」が、第54回日本雑誌広告賞の第1部B業種（コスメティック部門）銀賞を受賞した。

## ヒノキ新薬グループ・ネットワーク(販売会社)

### 販売会社
- ヒノキ肌粧品北北海道販売㈱ - 北海道旭川市常盤通2丁目
- ヒノキ新薬北海道販売㈱ - 北海道札幌市東区北39条東2-1-21
- ヒノキ肌粧品仙台販売㈱ - 宮城県仙台市泉区市名坂字万吉前125-1オーキットコート103
- ヒノキ肌粧品首都圏販売㈱ - 千代田区二番町9-6　バウ・エプタ１階
- ヒノキ新薬中部販売㈱ - 愛知県名古屋市名東区上社1-908
- ヒノキ肌粧品近畿圏販売㈱ - 大阪府大阪市中央区南久宝寺町1-6-11 2階
- ヒノキ新薬四国販売㈱ - 徳島県徳島市南島田町3-71-1　SHIP1階
- ヒノキ新薬広島販売㈱ - 広島県広島市南区京橋町9-22 森野ビル１階
- ヒノキ新薬九州販売㈱ - 福岡県筑紫野市大字永岡1027-2 オフィスパレア筑紫野Ⅳ 5号室

### 系列会社
- ㈱肌粧品科学開放研究所 - 静岡県伊豆の国市長岡1407-48
- ヒノキ新薬ＩＤＦ㈱ - 静岡県伊豆の国市長岡1407-48
- ヒノキ肌粧品㈱ - 東京都世田谷区砧8-26-16
- ㈱エプタアクト - 東京都千代田区二番町9-6　バウ・エプタ１階
- 日本エルフィネス(株) - 東京都千代田区二番町9-6　バウ・エプタ2階
- (株)エプタシステム創薬研究所 - 東京都千代田区二番町9-6　バウ・エプタ2階

### 付属施設
- ヒノキ新薬ルスツ山寮 - 北海道虻田郡留寿都村泉川645
- ヒノキ新薬びわこ湖北寮 - 滋賀県長浜市西浅井町大浦2192-4
- ヒノキチオール物語館 - 東京都世田谷区砧7-16-9
- ハウスエプタ - 東京都狛江市和泉本町1-7-16
- コスメディックスハウス - 東京都世田谷区砧8-26-16